# Kanton Chantilly
Kanton Chantilly (fr. Canton de Chantilly) je francouzský kanton v departementu Oise v regionu Hauts-de-France. Skládá se z deseti obcí. Před reformou kantonů 2014 ho tvořilo 6 obcí.

## Obce kantonu
od roku 2015:
- Apremont
- Boran-sur-Oise
- Chantilly
- Coye-la-Forêt
- Crouy-en-Thelle
- Gouvieux
- Lamorlaye
- Le Mesnil-en-Thelle
- Morangles
- Saint-Maximin

před rokem 2015:
- Apremont
- Chantilly
- Coye-la-Forêt
- Gouvieux
- Lamorlaye
- Saint-Maximin